# (29309) 1993 VF1
(29309) 1993 VF1 là một tiểu hành tinh vành đai chính. Nó được phát hiện bởi Atsushi Sugie ở Dynic Astronomical Observatory Nhật Bản, ngày 15 tháng 11 năm 1993.